# Max Rainsford
Max Rainsford (nascido em 25 de dezembro de 1962) é um ex-ciclista australiano que competiu nos Jogos Olímpicos de Verão de 1984, representando a Austrália.